# U-67 (1940)
| U-67                       | U-67 | U-67 |
| -------------------------- | --- | --- |
|                            | | |
|                            | | |
| U-67 в порту               | | |
| Під прапором               | Третій рейх | Третій рейх |
| Спуск на воду              | 30 жовтня 1940 року | 30 жовтня 1940 року |
| Виведений зі складу флоту  | 16 липня 1943 року | 16 липня 1943 року |
| Сучасний статус            | затоплений | затоплений |
| Проєкт                     | | |
| Тип ПЧ                     | Дизельний підводний човен | Дизельний підводний човен |
| Основні характеристики     | | |
| Швидкість (надводна)       | 17,9 вузла | 17,9 вузла |
| Швидкість (підводна)       | 7 вузлів | 7 вузлів |
| Робоча глибина занурення   | 100 м | 100 м |
| Гранична глибина занурення | 230 м | 230 м |
| Автономність плавання      | 63 милі (117 км) км на швидкості 4 вузли (7,4 км/год) (у підводному положенні) 13 450 морських миль (24 910 км на швидкості 10 вузлів (19 км/год) (у надводному положенні) | 63 милі (117 км) км на швидкості 4 вузли (7,4 км/год) (у підводному положенні) 13 450 морських миль (24 910 км на швидкості 10 вузлів (19 км/год) (у надводному положенні) |
| Екіпаж                     | 48 осіб | 48 осіб |
| Розміри                    | | |
| Довжина найбільша (по КВЛ) | 76,76 м | 76,76 м |
| Ширина корпусу найб.       | 6,76 м | 6,76 м |
| Висота                     | 9,6 м | 9,6 м |
| Середня осадка (по КВЛ)    | 4,70 | 4,70 |
| Водотоннажність надводна   | 1120 т | 1120 т |
| Озброєння                  | | |
| Артилерія                  | 1 × 88-мм палубна гармата SK C/32 | 1 × 88-мм палубна гармата SK C/32 |
| Торпедно- мінне озброєння  | 4 носових і два кормових ТА. 22 торпеди або 44 міни TMA чи 66 TMB | 4 носових і два кормових ТА. 22 торпеди або 44 міни TMA чи 66 TMB |
| ППО                        | 1 × 37-мм зенітна гармата SKC/30 2 × 20-мм зенітні гармати FlaK 30 | 1 × 37-мм зенітна гармата SKC/30 2 × 20-мм зенітні гармати FlaK 30 |

U-67 — німецький підводний човен типу IXC, часів Другої світової війни.
Замовлення на будівництво човна було віддане 7 серпня 1939 року. Човен був закладений на верфі «AG Weser» у Бремені 5 квітня 1940 року під заводським номером 986, спущений на воду 30 жовтня 1940 року, 22 січня 1941 року увійшов до складу 2-ї флотилії.
За час служби човен зробив 7 бойових походів, в яких потопив 13 (загальна водотоннажність 72 138 брт) та пошкодив 5 (загальна водотоннажність 29 726 брт) суден.
Потоплений 16 липня 1943 року в Саргасовому морі південно-західніше Азорських островів (30°05′ пн. ш. 44°17′ зх. д. / 30.083° пн. ш. 44.283° зх. д.) глибинними бомбами «Евенджера» з ескортного авіаносця ВМС США «Кор». 48 членів екіпажу загинули, 3 врятовані.

## Командири підводного човна
- Капітан-лейтенант Генріх Бляйхродт (22 січня — 4 липня 1941)
- Оберлейтенант-цур-зее Гюнтер Пфеффер (5 червня — 2 липня 1941)
- Корветтен-капітан Гюнтер Мюллер-Штекгайм (3 липня 1941 — 16 липня 1943)

## Потоплені та пошкоджені кораблі[3]
| Назва             | Тип            | Належність      | Дата              | Тоннаж (БРТ) | Вантаж                                                                                                | Статус      | Місце                                                       |
| St. Clair II      | вантажне судно | Велика Британія | 24 серпня 1941    | 3 753        | 4 029 т пальмових зерен, 3,5 т пальмової олії та 1 т метизів                                          | потоплено   | 30°25′ пн. ш. 23°35′ зх. д. / 30.417° пн. ш. 23.583° зх. д. |
| Rafaela           | танкер         | Нідерланди      | 16 лютого 1942    | 3 177        | Сира нафта                                                                                            | пошкоджено  | 12°06′ пн. ш. 68°58′ зх. д. / 12.100° пн. ш. 68.967° зх. д. |
| Kongsgaard        | танкер         | Норвегія        | 21 лютого 1942    | 9 467        | 15 600 т легкої сирої нафти                                                                           | потоплено   | 12°23′ пн. ш. 69°16′ зх. д. / 12.383° пн. ш. 69.267° зх. д. |
| Penelope          | танкер         | Панама          | 14 березня 1942   | 8 436        | Сира нафта                                                                                            | потоплено   | 15°00′ пн. ш. 64°20′ зх. д. / 15.000° пн. ш. 64.333° зх. д. |
| Managua           | вантажне судно | Нікарагуа       | 16 червня 1942    | 2 220        | Генеральні вантажі                                                                                    | потоплено   | 24°05′ пн. ш. 81°40′ зх. д. / 24.083° пн. ш. 81.667° зх. д. |
| Nortind           | танкер         | Норвегія        | 20 червня 1942    | 8 221        | | пошкоджено  | 28°41′ пн. ш. 89°34′ зх. д. / 28.683° пн. ш. 89.567° зх. д. |
| Rawleigh Warner   | танкер         | США             | 23 червня 1942    | 3 664        | 38 909 барелів бензину                                                                                | пошкоджено  | 28°53′ пн. ш. 89°15′ зх. д. / 28.883° пн. ш. 89.250° зх. д. |
| Empire Mica       | танкер         | Велика Британія | 29 червня 1942    | 8 032        | 12 000 т мастила                                                                                      | потоплено   | 29°25′ пн. ш. 85°17′ зх. д. / 29.417° пн. ш. 85.283° зх. д. |
| Bayard            | вантажне судно | Норвегія        | 6 липня 1942      | 2 160        | 2 099 т генеральних вантажів та 13 вантажівок на палубі                                               | потоплено   | 29°35′ пн. ш. 88°44′ зх. д. / 29.583° пн. ш. 88.733° зх. д. |
| Paul H. Harwood   | танкер         | США             | 7 липня 1942      | 6 610        | Баласт                                                                                                | пошкоджено  | 29°26′ пн. ш. 88°38′ зх. д. / 29.433° пн. ш. 88.633° зх. д. |
| Benjamin Brewster | танкер         | США             | 10 липня 1942     | 5 950        | 70 578 барелів авіаційного гасу та змащувального мастила                                              | потоплено   | 29°05′ пн. ш. 90°05′ зх. д. / 29.083° пн. ш. 90.083° зх. д. |
| R.W. Gallagher    | танкер         | США             | 13 липня 1942     | 7 989        | 80 855 барелів мазуту                                                                                 | потоплено   | 28°50′ пн. ш. 91°05′ зх. д. / 28.833° пн. ш. 91.083° зх. д. |
| Primero           | вантажне судно | Норвегія        | 25 жовтня 1942    | 4 414        | 1 500 т солі в ролі баласту                                                                           | потоплено   | 13°38′ пн. ш. 53°55′ зх. д. / 13.633° пн. ш. 53.917° зх. д. |
| Capo Olmo         | вантажне судно | Велика Британія | 8 листопада 1942  | 4 712        | 5 000 т генеральних вантажів та 2 500 т міді та цинку                                                 | пошкоджено  | 10°56′ пн. ш. 61°16′ зх. д. / 10.933° пн. ш. 61.267° зх. д. |
| Nidarland         | вантажне судно | Норвегія        | 9 листопада 1942  | 6 132        | 8 435 т цинкового концентрату та 179 срібних злитків                                                  | потоплено   | 11°41′ пн. ш. 60°42′ зх. д. / 11.683° пн. ш. 60.700° зх. д. |
| King Arthur       | вантажне судно | Велика Британія | 15 листопада 1942 | 5 224        | 5 200 т генеральних вантажів та бавовни                                                               | потоплено   | 10°30′ пн. ш. 59°50′ зх. д. / 10.500° пн. ш. 59.833° зх. д. |
| Tortugas          | вантажне судно | Норвегія        | 18 листопада 1942 | 4 697        | 5 514 т генеральних вантажів, в тому числі 2 200 т марганцевої руди, 1 000 т джуту та 1 400 тюків чаю | потоплено   | 13°24′ пн. ш. 55°00′ зх. д. / 13.400° пн. ш. 55.000° зх. д. |
| Empire Glade      | танкер         | Велика Британія | 28 листопада 1942 | 7 006        | | пошкоджений | 17°16′ пн. ш. 48°44′ зх. д. / 17.267° пн. ш. 48.733° зх. д. |